# Detroit Rock City
Pour l’article homonyme, voir Detroit Rock City (film).
Singles de Kiss
Flaming Youth
(1976) Beth
(1977)
Detroit Rock City est une chanson du groupe de hard rock américain Kiss qui figure sur leur album de 1976, Destroyer.
La chanson a été écrite par Paul Stanley et Bob Ezrin, et se base sur un fait réel : un fan qui fut tué dans un accident de voiture sur son chemin vers un concert de Kiss (dans l’intro on peut entendre un rapport sur un accident de voiture, raconté par Gene Simmons).
La chanson, enregistrée et sortie en single en 1976, était le troisième single de l'album de Kiss Destroyer et était prévue pour être leur dernier à appuyer l’album. Depuis sa sortie, Detroit Rock City est devenu l’une des chansons de Kiss les plus connues et reste un passage obligé lors de chacun des concerts du gang maquillé.
Le refrain de leur chanson Rock and Roll All Nite, extrait de l’album Alive!, figure dans l'introduction de Detroit Rock City.

## Récompenses et classements
La chanson fait partie du classement des 40 meilleures chansons de Metal selon VH1 (à la sixième place).